# Джурич (приток Южной Кельтмы)
Джурич — река в России, протекает в Чердынском районе Пермского края, поблизости от его границы с Республикой Коми. Устье реки находится в 131 км по левому берегу реки Южная Кельтма. Длина реки составляет 64 км, площадь водосборного бассейна — 358 км².

## Описание
Река берёт начало в Чердынском районе на севере Пермского края, недалеко от границы с Республикой Коми. Устье реки находится к югу от болота Молог-Куш. Рельеф водосбора — холмистый, в нижнем течении — равнинный. В реку впадают 62 притока длиной менее 10 км; основные из них — Большой Молог и Малый Молог — являются правобережными. Для среднего и нижнего течения реки характерны болота. Берега реки заболоченны и покрыты густым лесом, сама она в некоторых местах очень узка и извилиста.
В XIX веке река Джурич была соединена с рекой Северной Кельтмой (бассейн реки Вычегды) через Северо-Екатерининский канал, строившийся на протяжении 1785—1822 годов и проработавший после этого всего 16 лет. Ныне этот канал представляет собой небольшой ров, берега которого обвалились, проходящий по широкой, поросшей берёзами по краям, просеке. Длина канала составляет около 20 км.

## Данные водного реестра
По данным государственного водного реестра России относится к Камскому бассейновому округу, водохозяйственный участок реки — Кама от истока до водомерного поста у села Бондюг, речной подбассейн реки — бассейны притоков Камы до впадения Белой. Речной бассейн реки — Кама.
Код объекта в государственном водном реестре — 10010100112111100003208.